# Osorno (Vulkan)
Der Osorno ist ein 2652 m hoher Vulkan im Süden von Chile.
Er liegt in der Región de los Lagos (Region X) einige Kilometer östlich des Llanquihue-See. Er gilt als kleiner Fuji Chiles. Der Osorno ist eines der beliebtesten Touristenziele Chiles.

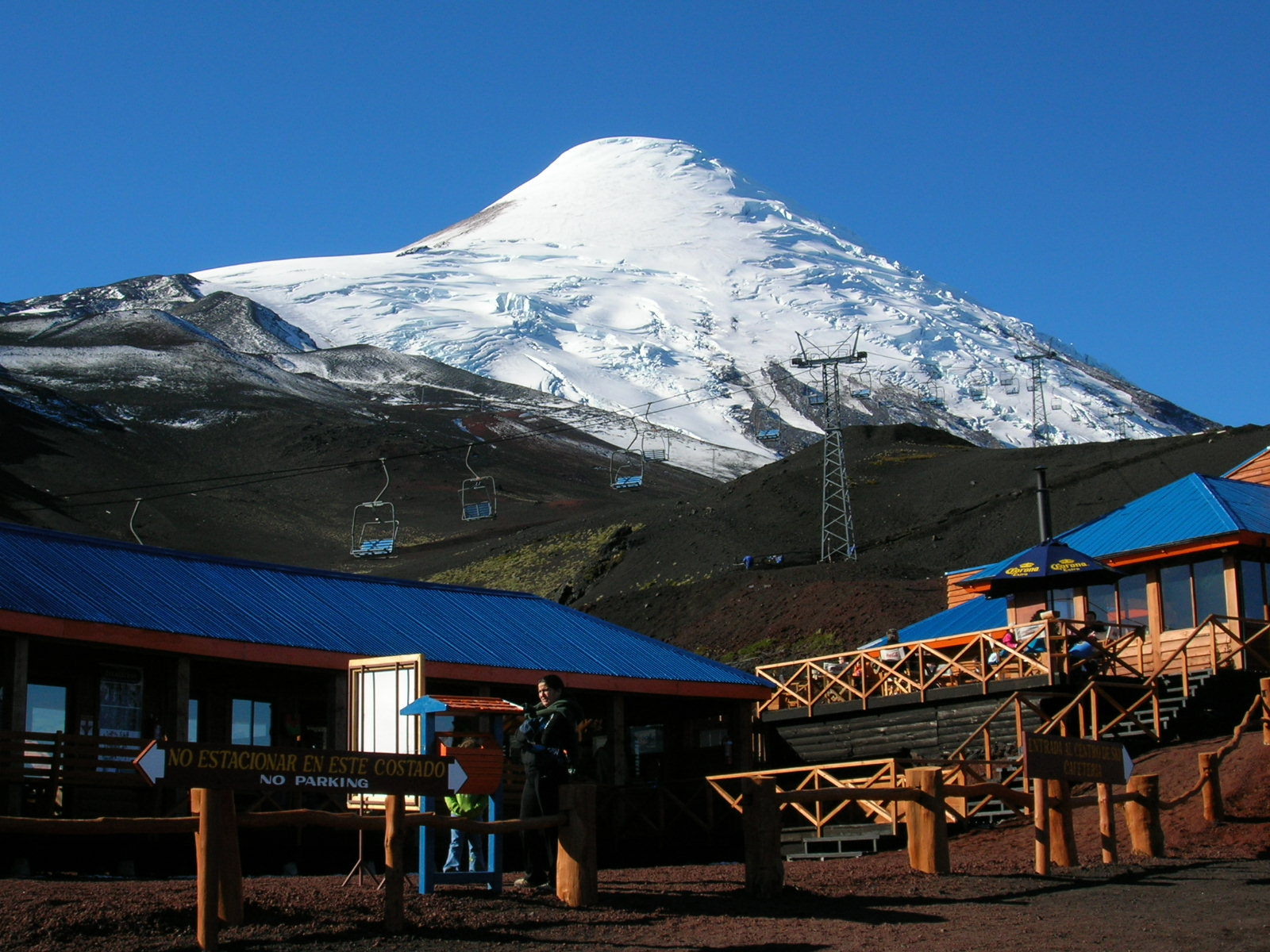
Skizentrum im La Burbuja Gebiet

Am Fuß des Vulkans gibt es beeindruckende Wasserfälle und Stromschnellen, die Saltos de Petrohué. Bis 1300 m Höhe kann man über eine neue Asphaltstraße zu einer Berghütte fahren.
Von dem Vulkan kann man weitere Vulkane, wie den Calbuco, den Cerro Puntiagudo und den Cerro Tronador sehen.
Im Juli 2018 wurden am Osorno und am Cordón Caulle verstärkte Erdstöße festgestellt, für die Umgebung beider Vulkane wurde gelber Alarm ausgelöst.
Östlich des Vulkans liegt der See Lago Todos los Santos mit seiner Insel Isla Margarita.